# Chondronotulus
Chondronotulus is een geslacht van rechtvleugeligen uit de familie veldsprinkhanen (Acrididae). De wetenschappelijke naam van dit geslacht is voor het eerst geldig gepubliceerd in 1956 door Uvarov.

## Soorten
Het geslacht Chondronotulus  is monotypisch en omvat slechts de volgende soort:
- Chondronotulus bengalensis (Saussure, 1888)